# Heartland Championship 2008
El Campeonato Heartland 2008 fue la tercera edición de la segunda división de rugby de Nueva Zelanda. 
El campeón de la competición fue el equipo de Wanganui quienes obtuvieron su primer campeonato.

## Sistema de disputa
Cada equipo disputa 8 encuentros frente a sus rivales.
- Los mejores clasificados de cada copa clasificaran a sus respectivas semifinales.
  - La Copa Meads enfrenta a los mejores seis equipos del campeonato y por lo tanto el campeón de la fase final obtiene el título de la competición.
  - La Copa Lochore enfrenta a los peores seis equipos del campeonato y por lo tanto el campeón de la fase final obtiene la copa de consuelo que representa al séptimo lugar de la competencia.

## Copa Meads
- Clasificación[1]

| Pos. | Equipo         | Encuentros | Encuentros | Encuentros | Encuentros | Tantos | Tantos | Tantos | PB | PB | Puntos |
| Pos. | Equipo         | PJ         | PG         | PE         | PP         | F      | C      | Dif    | BO | BD | Puntos |
| ---- | -------------- | ---------- | ---------- | ---------- | ---------- | ------ | ------ | ------ | -- | -- | ------ |
| 1.º  | Wanganui       | 8          | 8          | 0          | 0          | 353    | 78     | +275   | 7  | 0  | 39     |
| 2.º  | Mid Canterbury | 8          | 7          | 0          | 1          | 225    | 129    | +96    | 5  | 0  | 33     |
| 3.º  | North Otago    | 8          | 5          | 0          | 3          | 169    | 117    | +52    | 3  | 1  | 24     |
| 4.º  | West Coast     | 8          | 3          | 0          | 5          | 122    | 146    | -24    | 2  | 3  | 21     |
| 5.º  | Buller         | 8          | 4          | 1          | 3          | 135    | 164    | -29    | 0  | 1  | 19     |
| 6.º  | King Country   | 8          | 3          | 0          | 5          | 157    | 172    | -15    | 3  | 1  | 16     |

|  | Semifinales Copa Meads. |

### Semifinal
| 18 de octubre | Wanganui | 40 - 18 | West Coast |  |  |

| 18 de octubre | Mid Canterbury | 38 - 24 | North Otago |  |  |

### Final
| 25 de octubre | Wanganui | 27 - 12 | Mid Canterbury |  |  |

| Bandera de Nueva Zelanda |
| Campeón Wanganui         |
| Primer título            |

## Copa Lochore - Séptimo puesto
- Clasificación[1]

| Pos. | Equipo            | Encuentros | Encuentros | Encuentros | Encuentros | Tantos | Tantos | Tantos | PB | PB | Puntos |
| Pos. | Equipo            | PJ         | PG         | PE         | PP         | F      | C      | Dif    | BO | BD | Puntos |
| ---- | ----------------- | ---------- | ---------- | ---------- | ---------- | ------ | ------ | ------ | -- | -- | ------ |
| 1.º  | Poverty Bay       | 8          | 4          | 0          | 4          | 196    | 121    | +75    | 3  | 0  | 23     |
| 2.º  | Horowhenua-Kapiti | 8          | 3          | 2          | 3          | 234    | 174    | +60    | 5  | 0  | 21     |
| 3.º  | Wairarapa Bush    | 8          | 3          | 0          | 5          | 202    | 194    | +8     | 4  | 3  | 19     |
| 4.º  | South Canterbury  | 8          | 3          | 1          | 4          | 181    | 167    | +14    | 2  | 2  | 19     |
| 5.º  | Thames Valley     | 8          | 1          | 0          | 7          | 97     | 255    | -158   | 0  | 0  | 4      |
| 6.º  | East Coast        | 8          | 0          | 0          | 8          | 50     | 306    | -356   | 0  | 0  | 0      |

|  | Semifinalistas Copa Lochore. |

### Semifinal
| 18 de octubre | Poverty Bay | 43 - 30 | South Canterbury |  |  |

| 18 de octubre | Horowhenua-Kapiti | 37 - 17 | Wairarapa Bush |  |  |

### Final
| 25 de octubre | Poverty Bay | 26 - 5 | Horowhenua-Kapiti |  |  |

| Bandera de Nueva Zelanda         |
| Ganador Copa Lochore Poverty Bay |
| Tercer título                    |